# Coleman (meteoryt)
Coleman – meteoryt kamienny należący do chondrytów oliwinowo-hiperstenowych L6, który spadł 20 października 1994 roku w hrabstwie Midland w amerykańskim stanie Michigan. Z miejsca spadku pozyskano 469 g materii meteorytowej.